# Komorze Nowe
Komorze Nowe – osada w Polsce położona w województwie wielkopolskim, w powiecie średzkim, w gminie Nowe Miasto nad Wartą.
W latach 1975–1998 miejscowość administracyjnie należała do województwa poznańskiego.
Mapa geoportalu wskazuje w tym miejscu nazwę Komorze Nowomiejskie.